# Crocidura niobe
Crocidura niobe är en däggdjursart som beskrevs av Thomas 1906. Crocidura niobe ingår i släktet Crocidura och familjen näbbmöss. IUCN kategoriserar arten globalt som nära hotad. Inga underarter finns listade i Catalogue of Life.
Denna näbbmus förekommer i bergstrakter i östra Afrika. Den lever i östra Kongo-Kinshasa, Uganda, Burundi och kanske Rwanda. Utbredningsområdet ligger cirka 1600 till 3000 meter över havet. Crocidura niobe vistas i fuktiga bergsskogar.